# Ако (вождь)
Ако (лив. Ako, XIII век, Мартыньсала, Ливония) — ливский вождь (лат. princeps ас senior), боровшийся в XIII веке против немецких крестоносцев.

## Биография
В начале 1200 года Ако начал организовывать восстание ливов против немцев по всей Ливонии. Ако также призвал полоцкого князя и литовцев. Но Ако потерпел поражение, немцам удалось расколоть ливов. С помощью Каупо сначала были разбиты турайдские, а затем и даугавские ливы. Помощь из Полоцка пришла с опозданием. Закованные в кандалы старейшины ливов были брошены в погреба рижского замка, а голову зачинщика восстания Ако отправили Альберту. Ливская земля была разграблена, селения сожжены, поля и луга уничтожены; жители скрылись в лесах, а не успевшие убежать, были убиты.
В их среде был Ако, их предводитель и старейшина, всё предательство и возбудитель всего зла, что подстрекнуло князя Полоцка на войну с рижанами, что собрало литовцев, созвало тураидцев и вся Ливская земля в бою против христиан.